# Otto Grotewohl
Otto Grotewohl (Braunschweig, Duitse Keizerrijk, 11 maart 1894 – Oost-Berlijn, Duitse Democratische Republiek, 21 september 1964) was een Oost-Duits politicus.
Van 1912 tot 1918 was hij lid van de SPD (Socialistische Partij van Duitsland). Grotewohl vocht gedurende de Eerste Wereldoorlog (1914-1918) in het Duitse leger. In 1918 trad hij toe tot de radicalere USPD (Onafhankelijke Socialistische Partij van Duitsland). In 1922 keerde hij weer tot de SPD terug.
Van 1920 tot 1925 was hij lid van de Brunswijkse Landdag (regionaal parlement) en van 1925 tot 1933 was hij lid van de Rijksdag. Van het eind van de jaren twintig tot halverwege jaren dertig studeerde hij diverse vakken aan verschillende hogescholen en universiteiten.
Na de machtsovername van Hitler (1933) trad hij toe tot het verzet. Na de aanslag op Hitler in juli 1944 dook Grotewohl onder.
Na de Tweede Wereldoorlog speelde hij als SPD-afgevaardigde een sleutelrol tijdens de fusiebesprekingen met de KPD (Kommunistische Partei Deutschlands) in de Sovjet-bezettingszone. Na het tot stand komen van de fusie kreeg de nieuwe partij de naam Sozialistische Einheitspartei Deutschlands (SED), de leidende partij in de DDR.
Van 1946 tot 1954 was hij met Wilhelm Pieck co-voorzitter van de SED. Vanaf 1949 was hij lid van het politbureau en het centraal comité van de SED. Van 1949 tot 1960 was hij minister-president van de DDR. Van september tot oktober 1960 was hij vicevoorzitter van de staatsraad, daarna trok hij zich wegens ziekte (leukemie) terug.
Otto Grotewohl · Willi Stoph · Horst Sindermann · Willi Stoph · Hans Modrow · Lothar de Maizière
Wilhelm Pieck (co-voorzitter) · Otto Grotewohl (co-voorzitter) · Walter Ulbricht · Erich Honecker · Egon Krenz
- Bibsys: 90246910
- Biblioteca Nacional de Chile: 000469207
- Bibliothèque nationale de France: cb144239001 (data)
- CiNii: DA02620243
- Gemeinsame Normdatei: 118542680
- International Standard Name Identifier: 0000 0001 1003 8596
- Library of Congress Control Number: n85037415
- Nationale Bibliotheek van Letland: 000211096
- Bibliotheek van het Japanse parlement: 00522215
- Nationale Bibliotheek van Tsjechië: jn20000602616
- Nationale bibliotheek van Australië: 45470629
- Nationale Bibliotheek van Israël: 987007271467005171
- Nationale Bibliotheek van Polen: a0000001890780
- Nederlandse Thesaurus van Auteursnamen: 068305923
- Réseau des bibliothèques de Suisse occidentale: 02-A012713319
- LIBRIS: 326551
- SNAC: w6np5hvx
- Système universitaire de documentation: 085795429
- Trove: 1471569
- Virtual International Authority File: 109847500
- WorldCat: E39PBJqk3rP9XF4XdRJgKjvrbd